# Schlacht von West-Hunan
1937–1939

Marco-Polo-Brücke – Peking-Tianjin – Chahar – Shanghai (Sihang-Lagerhaus) – Peking-Hankou-Eisenbahn – Tianjin-Pukou-Eisenbahn – Taiyuan (Pingxingguan, Xinkou) – Nanking – Xuzhou (Tai’erzhuang) – Henan – Lanfeng – Amoy – Überflutung des Gelben Flusses – Wuhan (Wanjialing) – Canton – Hainan – Nanchang – (Xiushui) – Chongqing – Suixian-Zaoyang – (Shantou) – Changsha (1939) – Süd-Guangxi – Winteroffensive (Kunlun-Pass) – (Wuyuan)
1940–1942

Zaoyang-Yichang – Hundert Regimenter – Zentral-Hubei – Süd-Henan – West-Hebei – Shanggao – Shanxi – Changsha (1941) – Changsha (1942) – Yunnan-Burma-Straße – Zhejiang-Jiangxi – Sichuan
1943–1945

West-Hubei – Nord-Burma und West-Yunnan – Changde – Ichi-gō – Henan – Changsha (1944) – Guilin–Liuzhou – West-Henan und Nord-Hubei – West-Hunan – Guangxi (1945) – Mandschukuo (1945)
Die Schlacht von West-Hunan (jap. 芷江作戦, Shikō sakusen, dt. „Operation Zhijiang“) war eine Schlacht in der Spätphase des Zweiten Japanisch-Chinesischen Kriegs.

## Ablauf
Im Jahr 1944 war die Kaiserlich Japanische Armee bei der Schlacht um Changsha in die Provinz Hunan einmarschiert, hatte jedoch hohe Verluste erlitten. Nun versuchte man mit einem Angriff auf die Truppen der Republik China im Westen Hunans ein strategisch wichtiges Flugfeld in Zhijiang zu erobern, von dem aus die ROCAF und die USAAF operieren konnten. Ebenso sollten nach den verlustreichen Kämpfen bei den Kämpfen um Burma Bahnlinien gesichert werden, die für den Nachschubtransport benötigt wurden. Es wurden etwa 80.000 Soldaten der 20. Armee, darunter Männer der 34. Division, der 68. Division, der 116. Division, sowie der 47. Division und 64. Division zusammengezogen. Die chinesischen Truppen hatten sich jedoch zuvor im hügeligen Gebiet von Hunan auf einen japanischen Angriff vorbereitet. Die Truppen der Chinesen kamen aus der 3. und 4. Armee der Republik China.
Nach dem Ausbruch der Kämpfe am 9. April konnten die Japaner rasch große Teile von Hunan besetzen, wobei sie auf wenig Widerstand stießen. Sie wurden jedoch schnell von den Chinesen zurückgedrängt, da sie oftmals aus versteckten Stellungen und mit Luftunterstützung agierten. Dabei flog die Fourteenth Air Force ebenfalls Luftangriffe. Bis zum Juni konnten den Japanern schwere Verluste zugefügt werden, zudem mussten sie viel zuvor erobertes Gebiet aufgeben. Die militärischen Ziele der Japanischen Armee konnten nicht erreicht werden, die beteiligten Verbände zogen sich in Richtung Osten zurück. Sie kapitulierten später am Zi Shui oder lösten sich bei Kriegsende auf.
Die Japaner verloren 27.000 Mann an Toten und Verwundeten, die Chinesen 7.737 Soldaten. 11 US-Piloten wurden abgeschossen und getötet. Japan kapitulierte knapp drei Monate nach dem Ende der Schlacht.